# Knez
Knez, egl. Nenad Knežević (født 5. december 1967) er en montenegrinsk sanger. Han repræsenterede Montenegro ved Eurovision Song Contest 2015 i Wien. Udvælgelsen skete internt og blev offentliggjort den 31. oktober 2014.
Den 11. marts 2015 blev det offentliggjort, at Knez skal synge sangen "Adio" med musik af Željko Joksimović og tekst af Marina Tucaković og Dejan Ivanović. Željko Joksimović repræsenterede selv Serbien og Montenegro i 2004 samt Serbien i 2012. Sangen skulle oprindelig have været offentliggjort den 21. marts, men den blev offentligt tilgængelig allerede den 17. marts.